# Methylisocyanat
Methylisocyanat (kurz MIC) ist der einfachste Ester der Isocyansäure. Es ist eine sehr reaktive chemische Verbindung, die z. B. bei der Herstellung von Insektiziden verwendet wird. Wie die Isocyansäure und die anderen Isocyanate ist es hoch toxisch.

## Geschichte
Im indischen Bhopal ereignete sich am 3. Dezember 1984 ein schwerer Chemieunfall mit Methylisocyanat. Dabei entwichen aus einem defekten Tank einer Pestizidfabrik des amerikanischen Chemiekonzerns Union Carbide in der Nähe der Stadt zwischen 25 und 40 Tonnen Methylisocyanat. Infolge dieses Chemieunfalls kamen nach Schätzungen 3.800 bis 25.000 Menschen ums Leben. Zudem kam es zu einer immensen Vergiftung der Umwelt.
Bis zum Frühjahr 2011 wurden diese Stoffe auch im Werk der Bayer AG in Institute (West Virginia) hergestellt. Am 11. Januar 2011 kündigte Bayer an, in diesem Werk, das als Schwester-Fabrik von Bhopal galt, die MIC-Produktion bis zum Sommer 2012 zu beenden. Am 10. Februar 2011 gab ein Gericht in Charleston im US-Bundesstaat West Virginia einer Klage von 16 Anwohnern des Bayer-Werks in Institute statt und untersagte die Produktion der hochgiftigen Chemikalie vorläufig. Ohne auf das abschließende Urteil zu warten, beschloss daraufhin das Bayer-Management, die Produktion nicht wieder aufzunehmen.

## Gewinnung und Darstellung
Technisch wird Methylisocyanat durch Reaktion von Methylamin und Phosgen hergestellt. Nach Abspaltung von Chlorwasserstoff (HCl) wird das Zwischenprodukt N-Methylcarbamoylchlorid in Methylisocyanat umgewandelt:
Methylamin reagiert im ersten Schritt bei −20 °C bis 60 °C mit Phosgen unter HCl-Abspaltung zu N-Methylcarbamoylchlorid. Im zweiten Schritt bei 100–200 °C entsteht unter erneuter Eliminierung von HCl Methylisocyanat.

## Eigenschaften

### Physikalische Eigenschaften
Methylisocyanat ist eine flüchtige, farblose Flüssigkeit, die stark tränenerregend ist und konzentriert einen stechenden Geruch aufweist. Bei leicht erhöhten Temperaturen (38 °C) geht sie in den gasförmigen Aggregatzustand über, in welchem sie schwerer als Luft ist.

### Chemische Eigenschaften
Methylisocyanat reagiert bei der Umsetzung mit Alkoholen zu Carbamaten:
{\displaystyle \mathrm {CH_{3}{-}N{=}C{=}O+R{-}OH\longrightarrow CH_{3}NH{-}CO{-}OR} }
Mit Aminen kann Methylisocyanat in Harnstoffderivate überführt werden:
{\displaystyle \mathrm {CH_{3}{-}N{=}C{=}O+(R^{1})(R^{2})NH\longrightarrow } } {\displaystyle \mathrm {CH_{3}NH{-}CO{-}N(R^{1})(R^{2})\ } }

### Sicherheitstechnische Kenngrößen
Methylisocyanat bildet leicht entzündliche Dampf-Luft-Gemische. Die Verbindung hat einen Flammpunkt von ca. −35 °C. Der Explosionsbereich liegt zwischen 5,3 Vol.‑% (126 g·m−1) als untere Explosionsgrenze (UEG) und 26 Vol.‑% (618 g·m−1) als obere Explosionsgrenze (OEG).   Die Grenzspaltweite wurde mit 1,21 mm (50 °C) bestimmt. Es resultiert damit eine Zuordnung in die Explosionsgruppe IIA. Die Zündtemperatur beträgt 530 °C. Der Stoff fällt somit in die Temperaturklasse T1.

## Verwendung
Methylisocyanat wird vor allem zur Herstellung der Carbamate Aldicarb (Temik), Carbofuran (Furadan), Carbaryl (Sevin), Methomyl und Oxamyl verwendet. Bei Umsetzung mit Alkoholen bilden sich Methylcarbamidsäureester, mit Thiolen Methylthiourethane.
In der Pestizidfabrik des amerikanischen Chemiekonzerns Union Carbide in der Nähe der Stadt Bhopal wurden die Wirkstoffe Carbaryl und Aldicarb produziert.

## Physiologie

Reaktion von Methylisocyanat mit Glutathion

Die direkte Toxizität von Methylisocyanat resultiert aus der Fähigkeit, zahlreiche nukleophile Gruppen stoffwechselaktiver Biomoleküle anzugreifen.
Ein Mechanismus für den Transport von Methylisocyanat im Körper wurde 1992 entdeckt. Demnach kann Glutathion, ein Tripeptid, dessen Aufgabe es eigentlich ist, den Organismus vor der Schädigung durch toxische Substanzen zu schützen, Methylisocyanat reversibel an die Thiolgruppe addieren und damit transportieren.

## Sicherheitshinweise
Methylisocyanat verursacht bei Exposition Verätzungen der Schleimhäute, Augen und Lungen, jedoch wurden bei Opfern des Bhopalunglücks vielfach auch schwere Verätzungen innerer Organe festgestellt. Dieser Befund war insofern überraschend, als Methylisocyanat zu reaktiv ist, um unverändert in den Kreislauf zu gelangen.
Methylisocyanat ist als potentiell fruchtschädigend eingestuft.

## Astronomie
Im Doppelsternsystem IRAS 16293-2422 wurde Methylisocyanat entdeckt. Dies zeigt, dass in jungen sonnenähnlichen Systemen Bausteine für die Entwicklung von Leben vorhanden sind.